# Puerto de Posadas
El puerto de Posadas era el puerto fluvial de la ciudad de Posadas, capital de la provincia de Misiones.
Se encontraba en la margen izquierda del río Paraná hasta su desaparición luego de la inundación por la subida de cota tras la construcción de la represa de Yaciretá.

## Historia
Se inauguró en 1914 y se hallaba situado en el kilómetro 1583 en la margen izquierda del río Paraná. 
El 21 de septiembre de 1937, por ley n.º 5970, el Puerto es transferido al Estado Nacional, mediante el pago de la suma de pesos quinientos mil ($500.000). Debido a su limitada infraestructura, que con el paso de los años fue mejorando con la construcción de un muelle de madera y un tinglado utilizado como depósito de mercaderías: en él amarraban lanchas de pasajeros que unían Posadas con la ciudad vecina de Encarnación, Paraguay. Su construcción provocó la destrucción de parte del Cerro Pelón y con la piedra extraída se rellenó la costa ganando tierras al río.
El viejo puerto tuvo su época de esplendor entre las décadas de 1920 y 1930 y llegaron a utilizarlo más de 200 embarcaciones. En el año 1940, tras un período de explotación privada de tres décadas, el Estado Nacional recuperó el puerto, indemnizó a los concesionarios, “Aleu & Dupón”, y se dispusieron los trabajos para la construcción del nuevo muelle. Aproximadamente en 1946 se habilitó el hidropuerto que permitía la llegada y el despegue de hidroaviones que comunicaban con Buenos Aires. Esa fue la última década de gran actividad. Luego se inició la decadencia al sustituirse la vía fluvial por la terrestre. En 1980 se privatizó la flota fluvial del Estado y desapareció la actividad en el río.
La competencia del transporte de camiones, las rutas y los ómnibus y, posteriormente, la habilitación del puente San Roque González de Santa Cruz, que une las ciudades de Encarnación y Posadas, redujeron al mínimo la navegación fluvial, decayendo la actividad portuaria hasta hacerla desaparecer.

## Descripción
Constaba de dos muelles (uno alto y uno bajo) ambos construidos en hormigón armado mayoritariamente, contando con defensas verticales de madera cada cinco metros, y su borde superior se encontraba bajo la protección, en toda su extensión, de un elemento del mismo material.
El atraco y desatraco de embarcaciones era permitido para mayores de 12/13 pies de calado. Su ocupación fue de una superficie total de 12.360 m². Disponía de dos galpones de almacenamiento: uno de ellos de 25,50 metros de largo por 10,15 m de ancho y 5 metros de alto con una capacidad de 1294 m³ y el otro tiene una dimensión de 50,50 metros de largo, 15,25 m de ancho y 7 metros de alto con una capacidad de 5385 m³.
Poseía un sistema de lucha contra incendios apropiado para la actividad que desarrolla.